# 三ノ輪事件
三ノ輪事件（みのわじけん）とは、1964年（昭和39年）8月2日に日本の東京都台東区で発生した事件である。警察官の誤射により一般市民1名が死亡した。

## 事件の概要
1964年（昭和39年）8月2日の午後5時50分頃、台東区三ノ輪の大関横丁交差点近くの商店街で、日本刀を片手に持ちフラフラと歩くサングラス姿の男(以後「犯人」)を交番前で立番中だった警官が発見し、呼び入れた。この時には犯人は、おとなしく交番内に入った。しかし中にいた警官3名が犯人を銃砲刀剣類等不法所持の現行犯で逮捕しようとしている事を知ると、日本刀を手に取り逃走した。
警官2名が追跡、交番から少し離れた地下鉄三ノ輪駅近くで追いついて取り押さえようとしたところ、犯人は刀を抜き、「やるか!!」と叫びながら襲いかかった。そこで片方の警官が「抵抗はやめろ」と叫びながら回転式拳銃（5発入り）を2発、地面に向けて威嚇発射したが、犯人はその警官の頭をめがけて何度も切りかかってきた。数回は避けたものの、ついには警帽ごと頭を切られた。
そこでもう一方の警官は犯人をめがけ2発発砲、右わき下と左尻に命中し、頭を斬られた警官も血まみれになりながらも残弾3発を全て発射、このうち2発が犯人の左わき腹とみぞおちに命中。犯人は即死した。
しかし、1発は犯人から外れてそばにいた靴職人の男性の頭に命中。男性は病院へ運ばれたが、夜8時過ぎに死亡した。

## 事件後
- この事件は、警官の撃った弾により無関係の一般市民が死亡する戦後初めての出来事である。
- 東大病院での検死の結果、犯人はみぞおちに命中した弾が致命傷と思われ、靴職人の男性は左マユ上から側頭部にかけて弾が貫通していた。
- 犯人は指紋などから三重県出身の元工員で、前年7月に伊勢署に傷害罪で検挙されていたことが判明した[1]。